# Mont Zeppelin
Pour les articles homonymes, voir Zeppelin (homonymie).
Le mont Zeppelin, en norvégien Zeppelinfjellet, est une montagne de Norvège située sur Spitzberg, une île du Svalbard, à deux kilomètres de Ny-Ålesund. Culminant à 553 mètres d'altitude, elle porte le nom de l'officier allemand et concepteur du ballon dirigeable, Ferdinand von Zeppelin qui a mené une expédition dans cette région en 1910 avec Hugo Hergesell.

## Observatoire international
Le mont Zeppelin accueille l'observatoire Zeppelin, une station ouverte en 1990 et pouvant être atteinte de Ny-Ålesund avec un téléphérique. Elle est consacrée à la recherche atmosphérique et à la surveillance de contaminants de l'air. Située à 474 mètres d'altitude, la station est la propriété de l'Institut polaire norvégien, tandis que l'Institut norvégien de recherche sur l'air (NILU) est responsable des programmes scientifiques en cours à la station, y compris la coordination des activités scientifiques menées par des groupes de recherche internationaux. En 2007, les scientifiques ont enregistré la montée d'un nouveau gaz à effet de serre particulièrement puissant nommé HFC134a, principalement utilisé dans les systèmes de climatisation de voitures et de bâtiments.